# WAZGOGG
WAZGOGG（ワズゴッグ）は秋田県出身のDJ、トラックメイカーである。本名は、藤原渉 (ふじわらわたる) 。

## 来歴
1994年、秋田県雄勝地域出身。中学生時代にRIP SLYMEの楽曲中のスクラッチ音がカッコいいと思いDJに興味を持つ。湯沢市内の高校卒業後、大学に進学するタイミングで本格的な機材を揃え、DJとしてのスキルを高めていく。その後、IT企業や音楽制作会社に勤務。
2017年に日本一のDJを決める大会DMC DJ CHAMPIONSHIPの東北予選で初優勝、全国大会へ出場した。続く2018年の東北予選も優勝し2大会連続で全国大会へ進出している。
2023年2月にリリースされたSKRYU、Fuma no KTRとの共同制作楽曲『How Many Boogie』は現在YouTubeで2000万回以上の再生回数を記録し、Spotifyでは27万回以上再生されている。また同年12月にリリースされた楽曲『RVR〜ライジングボルテッカーズラップ〜』はテレビ東京で放送中のアニメ『ポケットモンスター』のED曲として使われている。

## 楽曲

### アルバム
- New Generation（2019年）[6]
- BATTLE BEAT PACK VOL.1（2019年）[6]
- 戦極MC BATTLE - BEST BOUT ORIGINAL BEAT（2019年）[6]
- BATTLE BEAT PACK VOL.2（2019年）[6]
- WAZGOGG Beats（2020年）[6]
- Japanese Tradition（2021年）[6]
- Laboratory（2021年）[6]
- From Japan（2022年）[6]
- Evening Tape（2022年）[6]
- All Collect（2022年）[6]
- Urban Area（2022年）[6]

### 参加作品
- NINJAGOGG（feat. Fuma no KTR　2021年）[6]
- ネモフィラ（feat. GOMESS　2021年）[6]
- 奥羽本線（feat. SHU-THE　2021年）[6]
- Military Assassin（feat. Fuma no KTR　2021年）[6]
- Sentence（feat. SHU-THE,日高大地&GOMESS　2021年）[6]
- Shake Body（2022年）[6]
- 酔っちゃってさーせん（2022年）[6]
- 絶品Trip（2022年）[6]
- How Many Boogie（2023年）[6]